# Being W
Pour plus de détails, voir Fiche technique et Distribution.
Being W, sous-titré Dans la peau de George W. Bush, est un  documentaire réalisé par Michel Royer et Karl Zéro en 2008.

## Synopsis
Autobiographie non autorisée du plus controversé des présidents des États-Unis. À l'heure du bilan, globalement jugé comme catastrophique, Karl Zéro et Michel Royer offrent à "Dubya" (George W. Bush) la possibilité de s'expliquer et de se défendre, grâce au talent d'imitateur de Jim Meskimen. Et "W" lâche enfin toute sa vérité. Ce scénario ahurissant, Karl Zéro et Michel Royer n'en sont pas les auteurs : c'est une histoire vraie et terrifiante dont nous tous, habitants de la planète, sommes les héros bien involontaires.

## Fiche technique
- Titre : Being W
- Réalisation : Michel Royer et Karl Zéro
- Scénario : Elijah Tanumyroshgi
- Musique : Laurent Levesque
- Montage : Pierre Haberer
- Production : Karl Zéro
- Société de production : Société Secrète
- Société de distribution : EuropaCorp Distribution (France)
- Pays :  France
- Genre : documentaire
- Durée : 90 minutes
- Dates de sortie : 
  -  France : 8 octobre 2008

## Apparitions
- George W. Bush
- Arnold Schwarzenegger
- Barbara Bush
- Oussama ben Laden
- Tony Blair
- Dick Cheney
- Bill Clinton
- Al Gore
- Saddam Hussein
- Colin Powell
- Condoleezza Rice